# Энгонга, Франк
Франк Стеве́н Энгонга́ Обаме́ (фр. Franck Steeven Engonga Obame; 26 июля 1993, Кап Эстериас, Габон) — габонский футболист, защитник клуба «Тала Аль Гаиш» и национальной сборной Габона. Участник летних Олимпийских игр 2012 года.

## Биография
Франк Энгонга родился 26 июля 1993 года в габонском городе Кап Эстериас.

### Клубная карьера
Начал профессиональную карьеру в клубе чемпионата Габона — «ЮСМ Либревиль». После чего, перешёл в стан команды «Мунана». В октябре 2012 года подписал контракт с аргентинской «Бока Хуниорс». Однако, вскоре вернулся в «Мунану». В августе 2013 года мог перейти в стан тунисского «Клуб Африкэн».
В сезоне 2014/15 выступал за марокканскую команду «Хурибга». В «Хурибге» он провёл 10 игр и стал серебряным призёром чемпионата Марокко. В августе 2015 года подписал контракт с египетским клубом «Тала Аль Гаиш». В чемпионате Египта дебютировал 22 октября 2015 года в матче против каирского «Аль-Ахли» (0:1). В сезоне 2015/16 Энгонга являлся игроком основного состава, сыграв 28 матчей и забив 1 гол (в ворота команды «Иттихад Аль Шурта»).

### Карьера в сборной
В ноябре — декабре 2011 года участвовал в чемпионате Африки среди молодёжных команд (до 23-х лет), который проходил в Марокко. Габон стал победителем турнира, обыграв в финале хозяев марокканцев со счётом (2:1) и получил путёвку на Олимпийские игры 2012.
В составе национальной сборной Габона дебютировал 15 июня 2012 года в товарищеском матче против ЮАР (0:3).
В августе 2012 году главный тренер олимпийской сборной Габона Клод Мбуруно вызвал Франка на летние Олимпийские игры в Лондоне. В команде он получил 4 номер. В своей группе габонцы заняли третье место, уступив Мексики и Республики Корея, обогнав при этом Швейцарию. Энгонга сыграл во всех трёх играх на турнире.
В марте 2013 года участвовал в молодёжном чемпионате Африки (до 20 лет), который проходил в Алжире. В декабре 2013 года принял участие в Кубке КЕМАКа, который состоялся в Габоне. Габонцы дошли до финала, где обыграли сборную ЦАР со счётом (2:0).

## Достижения
- Серебряный призёр чемпионата Марокко: 2014/15